# Yu Shumei
Yu Shumei (cinese 于 淑梅; Dalian, 20 ottobre 1977) è un'ex biatleta cinese, primo atleta del suo Paese a vincere una medaglia iridata e ad andare a podio in Coppa del Mondo.

## Biografia
In Coppa del Mondo ottenne il primo risultato di rilievo il 7 marzo 1996 a Pokljuka (46ª), il primo podio il giorno successivo nella medesima località (3ª) e l'unica vittoria il 18 marzo 2001 a Oslo Holmenkollen.
In carriera prese parte a due edizioni dei Giochi olimpici invernali, Nagano 1998 (5ª nella sprint, 9ª nell'individuale, 7ª nella staffetta) e Salt Lake City 2002 (20ª nella sprint, 44ª nell'inseguimento, 46ª nell'individuale, 13ª nella staffetta), e a tre dei Campionati mondiali, vincendo una medaglia.

## Palmarès

### Mondiali
- 1 medaglia:
  - 1 argento (individuale[3] a Oslo/Lahti 2000)

### Coppa del Mondo
- Miglior piazzamento in classifica generale: 16ª nel 2001
- 5 podi (4 individuali, 1 a squadre[2]), oltre a quello ottenuto in sede iridata e valido anche ai fini della Coppa del Mondo:
  - 1 vittoria (individuale)
  - 2 secondi posti (individuali)
  - 2 terzi posti (1 individuale, 1 a squadre)

#### Coppa del Mondo - vittorie
| Data          | Località          | Nazione  | Spec. |
| ------------- | ----------------- | -------- | ----- |
| 18 marzo 2001 | Oslo Holmenkollen | Norvegia | MS    |

Legenda:

MS = partenza in linea